# North & South Amateur Golf Championship (heren)
Het North & South Amateur Golf Championship is een golfkampioenschap voor heren amateurs. Het wordt sinds 1901 gespeeld op de baan van het Pinehurst Resort in Pinehurst, North Carolina. De spelers worden uitgenodigd op basis van hun nationale en internationale prestaties.

## Kleedkamer
Op twaalf lockers in de herenkleedkamer staat de naam van een bijzondere winnaar vermeld. Locker 1 kreeg de naam van George Dutton, die in 1901 A.J. Wellington in de finale versloeg. In 2001 deed George Dutton (zijn zoon) aan het toernooi mee. Andere namen die de deurtjes van de lockers sieren zijn Francis Ouimet, die Samuel J. Graham in 1920 met 4&3 versloeg, en George T. Dunlap, 7-voudig winnaar van dit toernooi. Op locker 35 staat de naam van Harvie Ward, hij won in 1948 het N&S Amateur op de laatste hole van Frank Stranahan, maar Stranahan versloeg Ward in 1949 met 2&1 bij het US Amateur. Willian J. Patton won het N&S Amateur drie keer. In 1954 miste hij net de play-off van de Masters tegen Sam Snead en Ben Hogan, ondanks een hole-in-one in zijn laatste ronde. Ook Jack Nicklaus won hier in 1959 en won kort daarna het US Amateur. Hal Sutton won in 1980 met 12&10 van Kevin Walsh, hetgeen nog steeds het record is. Ook Curtis Strange,  Corey Pavin, Davis Love III . In 1993 werd het N&S Amateur gewonnen door de latere teaching-pro van Pinehurst, Kelly Mitchum. In 2012 werd de naam van Peter Williamson toegevoegd, hij won daarna het Western Amateur.

## Winnaars
| - 1901: George C. Dutton - 1902: Charles Cory - 1903: T. Sterling Beckwith - 1904: Walter Travis - 1905: L. Lee Harban - 1906: Warren Wood - 1907: Allen Lard - 1908: Allen Lard - 1909: James D. Standish Jr - 1910: Walter Travis - 1911: Chick Evans - 1912: Walter Travis - 1913: Henry J. Topping - 1914: Reginald S. Worthington - 1915: Fillmore K. Robeson - 1916: Philip V. G. Carter - 1917: Norman H. Maxwell - 1918: Irving S. Robeson - 1919: Edward C. Beall - 1920: Francis Ouimet - 1921: B. P. Merriman - 1922: Henry J. Topping - 1923: Frank C. Newton - 1924: Fred W. Knight - 1925: Arthur W. Yates - 1926: Page Hufty - 1927: George Voight - 1928: George Voight - 1929: George Voight - 1930: Eugene V. Homans - 1931: George Dunlap - 1932: M. Pierpont Warner - 1933: George Dunlap - 1934: George Dunlap - 1935: George Dunlap - 1936: George Dunlap - 1937: Bobby Dunkelberger - 1938: Frank Strafaci - 1939: Frank Strafaci - 1940: George Dunlap | - 1941: Skip Alexander - 1942: George Dunlap - 1943: Harry Offutt - 1944: Mal Galletta - 1945: Ed Furgol - 1946: Frank Stranahan - 1947: Charles B. Dudley - 1948: Harvie Ward - 1949: Frank Stranahan - 1950: William C. Campbell - 1951: Hobart Manley Jr - 1952: Frank Stranahan - 1953: William C. Campbell - 1954: Willian J. Patton - 1955: Don Bisplinghoff - 1956: Hillman Robbins - 1957: William C. Campbell - 1958: Dick Chapman - 1959: Jack Nicklaus P - 1960: Charles B. Smith - 1961: Bill Hyndman - 1962: Willian J. Patton - 1963: Willian J. Patton - 1964: Dale Morey - 1965: Tom Draper - 1966: Ward Wettlaufer - 1967: William C. Campbell - 1968: Jack Lewis Jr - 1969: Joe Inman - 1970: Gary Cowan - 1971: Eddie Pearce - 1972: Danny Edwards P - 1973: Mike Ford - 1974: George Burns - 1975: Curtis Strange P - 1976: Curtis Strange P - 1977: Gary Hallberg P - 1978: Gary Hallberg P - 1979: John McGough - 1980: Hal Sutton P | - 1981: Corey Pavin P - 1982: Keith Clearwater P - 1983: Bryan Sullivan - 1984: Davis Love III P - 1985: Jack Nicklaus II P - 1986: Billy Andrade P - 1987: Robert Goettlicher - 1988: Ulysses Grisette - 1989: Lee Porter - 1990: Tom Scherrer - 1991: David Eger - 1992: Duane Bock - 1993: Kelly Mitchum - 1994: Mark Slawter - 1995: Paul M. Simson - 1996: Paul M. Simson - 1997: Jake Kransteuber - 1998: Tim Jackson - 1999: James Driscoll P - 2000: David Eger - 2001: Michael Sims - 2002: Eric Jorgensen - 2003: Chris Stroud P - 2004: Martin Ureta - 2005: Sean Moore - 2006: Brady Schnell - 2007: Phillip Mollica - 2008: Matt Savage - 2009: David Chung - 2010: Donald Constable P - 2011: Jack Fields - 2012: Peter Williamson - 2013: Andrew Dorn |

P = werd later lid van de PGA Tour